# 中华民国国务院
中华民国国务院，曾是中華民國的最高行政機關，成立於1912年4月12日。該機構是北洋政府时期的最高行政机关。機構首长為国务总理。

## 沿革
1912年4月21日，中華民國政府始设国务院。1914年5月1日，袁世凯为集中大总统权力，改《中华民国约法》，废除国务院，设政事堂，废除国务总理，设国务卿。政事堂附属大总统府，不再是独立行政权力机关。1916年5月8日，政事堂又改称国务院。1917年5月8日，恢复国务院建制。第二次直奉战争后，段祺瑞在1925年（民国十四年）11月24日任临时执政，集总统、国务总理权力于一身，废国务院与国务总理；1925年12月26日復設。张作霖于1927年（民國十六年）6月18日建立中华民国军政府，自任中华民国安国海陆军大元帅，同時设置国务院与国务总理。
历届国务院均以秘书厅为办事机构，秘书厅设秘书长，下分若干课。国务院所辖各部：南京临时政府有陆军、海军、司法、外交、财政、内务、教育、实业、交通九部。迁都北京后，国务院设外交、内务、财政、陆军、海军、司法、教育、农林、工商、交通十部；后撤销农林部、工商部，设农商部。中华民国军政府时期，设外交、军事、内务、财政、司法、教育、实业、农工、交通九部。
1928年6月3日，張作霖撤離北京，国务院隨安國軍政府瓦解，國民政府於名義上統一中國，政府首腦從國務總理變為行政院院長。